# Adjekoria
Adjekoria este o comună rurală din departamentul Dakoro, regiunea Maradi, Niger. În 2012, avea o populație de 79.108 locuitori.